# Eodorcadion kaznakovi
Eodorcadion kaznakovi är en skalbaggsart som först beskrevs av Suvorov 1912.  Eodorcadion kaznakovi ingår i släktet Eodorcadion och familjen långhorningar. Inga underarter finns listade i Catalogue of Life.